# Большесухоязовский сельсовет
Большесухоязовский сельсовет — муниципальное образование в Мишкинском районе Башкортостана.
Административный центр — деревня Большесухоязово.

## История
Согласно Закону о границах, статусе и административных центрах муниципальных образований в Республике Башкортостан имеет статус сельского поселения.

## Население
| 2002  | 2009  | 2010  | 2012  | 2013  | 2014  | 2015  |
| ----- | ----- | ----- | ----- | ----- | ----- | ----- |
| 1769  | ↘1753 | ↘1647 | ↘1597 | ↘1567 | ↘1547 | ↘1512 |
| 2016  | 2017  | 2018  |       |       |       |       |
| ↘1486 | ↘1470 | ↘1455 |       |       |       |       |

## Состав сельского поселения
| № | Населённый пункт | Тип населённого пункта          | Население |
| - | ---------------- | ------------------------------- | --------- |
| 1 | Большесухоязово  | деревня, административный центр | ↘604      |
| 2 | Сосновка         | деревня                         | ↘615      |
| 3 | Курманаево       | деревня                         | ↘428      |